# IC 1800
IC 1800 ist ein Doppelstern im Sternbild Triangulum. Das Objekt wurde am 22. Dezember 1897 von Guillaume Bigourdan entdeckt, welches fälschlicherweise in den Index-Katalog aufgenommen wurde.